# Torneo Clausura 2009 (Chile)
El Campeonato Nacional de Clausura de Primera División de Fútbol Profesional 2009, o simplemente Torneo de Clausura 2009, es el segundo y último torneo de la temporada 2009 de la primera división chilena de fútbol. El torneo comenzó el 10 de julio de 2009 y terminó el 9 de diciembre de 2009. El campeón fue Colo-Colo, quien venció a Universidad Católica por el marcador de 4-2 en la final de vuelta disputada en el Estadio Santa Laura (en la final de ida jugada en el Estadio Monumental, albos y cruzados empataron 2-2).
Se jugó en modalidad mexicana, es decir, se jugó una Fase Clasificatoria, liderada finalmente por Universidad Católica, donde se enfrentaron todos contra todos en una sola rueda. Los 8 primeros de la tabla de posiciones general accedieron a los play-offs o sistema de eliminación directa, en donde los equipos jugaron en cuartos de final, semifinal y final (partidos de ida y vuelta).

## Aspectos generales

### Modalidad
El torneo se juega en modalidad mexicana, pero con la misma variante usada en el torneo apertura. Para efectos de clasificación, los 8 primeros equipos de la tabla general acceden a los play-offs. Los enfrentamientos se realizan en el formato "todos contra todos" en una Fase Clasificatoria de 17 fechas. Luego se pasa a la fase de los playoffs o sistema de eliminación directa en donde los equipos juegan en cuartos de final, semifinal y final (partidos de ida y vuelta). 
El Torneo entregó dos cupos para la Copa Libertadores 2010 (el 1.º de la tabla general de la Fase Clasificatoria se quedó con el "Chile 3", mientras el ganador de los play-offs clasificará como "Chile 2").
Rangers y Curicó Unido perdieron 3 puntos cada uno por poner 6 extranjeros en cancha (el sistema permite cinco). Como en cancha ambos equipos perdieron sus respectivos partidos, el Tribunal decidió mantener los resultados. El reglamento todavía no indicaba que se ponía un marcador 3x0 al perdedor; esa reglamentación se incorporó después.

## Árbitros
Esta es la lista de todos los árbitros disponibles que pudieron dirigir partidos este torneo. Carlos Chandía se retiró del arbitraje una vez finalizado el torneo.
| Árbitros           | Edad    | Categoría |
| ------------------ | ------- | --------- |
| Manuel Acosta      | 40 años |           |
| Guido Aros         | 44 años |           |
| Julio Bascuñán     | 31 años |           |
| Francisco Caamaño  | 36 años |           |
| Carlos Chandía     | 45 años |           |
| René de la Rosa    | 37 años |           |
| Claudio Fuenzalida | 39 años |           |
| Eduardo Gamboa     | 33 años |           |
| Álvaro García      | 32 años |           |
| Jorge Osorio       | 32 años |           |
| Enrique Osses      | 35 años |           |
| Patricio Polic     | 37 años |           |
| Eduardo Ponce      | 43 años |           |
| Pablo Pozo         | 36 años |           |
| Claudio Puga       | 37 años |           |
| Carlos Ulloa       | 34 años |           |

## Equipos por región
| Región               | N.º | Equipos |
| -------------------- | --- | --- |
| Región Metropolitana | 7   | Audax Italiano, Colo-Colo, Palestino, Santiago Morning, Unión Española, Universidad Católica y Universidad de Chile |
| Biobío               | 3   | Huachipato, Ñublense y Universidad de Concepción                                                                    |
| Maule                | 2   | Curicó Unido y Rangers                                                                                              |
| Antofagasta          | 1   | Cobreloa |
| Atacama              | 1   | Cobresal |
| Tarapacá             | 1   | Municipal Iquique                                                                                                   |
| Coquimbo             | 1   | Deportes La Serena                                                                                                  |
| Valparaíso           | 1   | Everton |
| O'Higgins            | 1   | O'Higgins |

|
| Audax Italiano Universidad de Chile Colo-Colo Universidad Católica Unión Española Palestino Santiago Morning |

|}

## Datos de los clubes
Fecha de actualización: 15 de octubre de 2009
| Audax Italiano            | Bandera de Argentina                     | Pablo Marini            | Santiago     | Bicentenario de La Florida       | 12.000 |
| Cobreloa                  | Bandera de Chile                         | Raúl Toro               | Calama       | Municipal de Calama              | 20.180 |
| Cobresal                  | Bandera de Chile                         | José Cantillana         | El Salvador  | El Cobre                         | 20.752 |
| Colo-Colo                 | Bandera de Argentina                     | Hugo Tocalli            | Santiago     | Monumental                       | 45.000 |
| Curicó Unido              | Bandera de Chile                         | Luis Marcoleta          | Curicó       | La Granja                        | 6.000  |
| Deportes La Serena        | Bandera de Chile                         | Víctor Hugo Castañeda   | La Serena    | La Portada                       | 15.000 |
| Everton                   | Bandera de Uruguay · Bandera de Chile    | Nelson Acosta           | Viña del Mar | Sausalito                        | 18.000 |
| Huachipato                | Bandera de Chile                         | Pedro García            | Talcahuano   | CAP                              | 10.500 |
| Municipal Iquique         | Bandera de Chile                         | Gustavo Huerta          | Iquique      | Tierra de Campeones              | 12.000 |
| Ñublense                  | Bandera de Chile                         | Ricardo Toro (interino) | Chillán      | Bicentenario Nelson Oyarzún      | 12.000 |
| O'Higgins                 | Bandera de Chile                         | Gerardo Silva           | Rancagua     | El Teniente                      | 15.450 |
| Palestino                 | Bandera de Chile                         | Jorge Aravena           | Santiago     | Municipal de La Cisterna         | 8.000  |
| Rangers                   | Bandera de Chile                         | Óscar del Solar         | Talca        | Fiscal de Talca                  | 14.820 |
| Santiago Morning          | Bandera de Argentina · Bandera de España | Juan Antonio Pizzi      | Santiago     | Municipal de La Pintana          | 6.000  |
| Unión Española            | Bandera de Uruguay                       | Rubén Israel            | Santiago     | Santa Laura-Universidad SEK      | 22.000 |
| Universidad Católica      | Bandera de Chile                         | Marco Antonio Figueroa  | Santiago     | San Carlos de Apoquindo          | 20.000 |
| Universidad de Chile      | Bandera de Argentina                     | José Basualdo           | Santiago     | Nacional Julio Martínez Prádanos | 66.000 |
| Universidad de Concepción | Bandera de Chile                         | Jorge Pellicer          | Concepción   | Municipal de Concepción          | 35.000 |

#### Cambios de entrenadores
Los entrenadores interinos aparecen en cursiva.
| Cobreloa          | Bandera de Chile                         | Rubén Vallejos       | 1 - 7           |
| Cobreloa          | Bandera de Chile                         | Raúl Toro            | 8 - Presente    |
| Huachipato        | Bandera de Chile                         | Fernando Vergara     | 1 - 9           |
| Huachipato        | Bandera de Chile                         | Pedro García         | 10 - Presente   |
| Municipal Iquique | Bandera de Chile                         | Erick Guerrero       | 1 - 6           |
| Municipal Iquique | Bandera de Chile                         | Gustavo Huerta       | 7 - Presente    |
| Ñublense          | Bandera de Chile                         | Fernando Díaz        | 1 - 5           |
| Ñublense          | Bandera de Chile                         | Ricardo Toro         | 6 - Presente    |
| O'Higgins         | Bandera de Argentina                     | Jorge Sampaoli       | 1 - 4           |
| O'Higgins         | Bandera de Chile                         | Gerardo Silva        | 5 - Presente    |
| Palestino         | Bandera de Chile                         | Luis Musrri          | 1 - 8           |
| Palestino         | Bandera de Chile                         | Jorge Aravena        | 9 - Presente    |
| Santiago Morning  | Bandera de Chile                         | Mauricio Pozo        | 1               |
| Santiago Morning  | Bandera de Argentina · Bandera de España | Juan Antonio Pizzi   | 2 - Presente    |
| Unión Española    | Bandera de Chile                         | Luis Hernán Carvallo | 1 - 10; 12 - 13 |
| Unión Española    | Bandera de Chile                         | José Luis Sierra     | 11; 14          |
| Unión Española    | Bandera de Uruguay                       | Rubén Israel         | 15 - Presente   |

## Fase clasificatoria
Fecha de actualización: 13 de noviembre
| Torneo Clausura 2009 | Torneo Clausura 2009      | Torneo Clausura 2009 | Torneo Clausura 2009 | Torneo Clausura 2009 | Torneo Clausura 2009 | Torneo Clausura 2009 | Torneo Clausura 2009 | Torneo Clausura 2009 | Torneo Clausura 2009 | Torneo Clausura 2009 |
| Equipo               | Equipo                    | Pts                  | PJ                   | G                    | E                    | P                    | GF                   | GC                   | DIF                  |                      |
| -------------------- | ------------------------- | -------------------- | -------------------- | -------------------- | -------------------- | -------------------- | -------------------- | -------------------- | -------------------- | -------------------- |
| 1                    | Universidad Católica      | 38                   | 17                   | 11                   | 5                    | 1                    | 43                   | 13                   | 30                   |                      |
| 2                    | Deportes La Serena        | 33                   | 17                   | 11                   | 0                    | 6                    | 31                   | 19                   | 12                   |                      |
| 3                    | Audax Italiano            | 32                   | 17                   | 9                    | 5                    | 3                    | 26                   | 22                   | 4                    |                      |
| 4                    | Colo-Colo                 | 28                   | 17                   | 8                    | 4                    | 5                    | 28                   | 19                   | 9                    |                      |
| 5                    | Universidad de Concepción | 27                   | 17                   | 8                    | 3                    | 6                    | 23                   | 23                   | 0                    |                      |
| 6                    | Santiago Morning          | 26                   | 17                   | 8                    | 2                    | 7                    | 22                   | 25                   | -3                   |                      |
| 7                    | Unión Española            | 25                   | 17                   | 7                    | 4                    | 6                    | 30                   | 30                   | 0                    |                      |
| 8                    | Everton                   | 25                   | 17                   | 7                    | 4                    | 6                    | 19                   | 20                   | -1                   |                      |
| 9                    | Rangers                   | 21                   | 17                   | 7                    | 3                    | 7                    | 26                   | 29                   | -3                   |                      |
| 10                   | Universidad de Chile      | 21                   | 17                   | 5                    | 6                    | 6                    | 23                   | 24                   | -1                   |                      |
| 11                   | Cobresal                  | 20                   | 17                   | 5                    | 5                    | 7                    | 18                   | 17                   | 1                    |                      |
| 12                   | Palestino                 | 20                   | 17                   | 5                    | 5                    | 7                    | 16                   | 20                   | -4                   |                      |
| 13                   | Cobreloa                  | 19                   | 17                   | 6                    | 1                    | 10                   | 23                   | 22                   | +1                   |                      |
| 14                   | O'Higgins                 | 19                   | 17                   | 4                    | 7                    | 6                    | 17                   | 23                   | -6                   |                      |
| 15                   | Ñublense                  | 19                   | 17                   | 5                    | 4                    | 8                    | 15                   | 21                   | -6                   |                      |
| 16                   | Huachipato                | 17                   | 17                   | 5                    | 2                    | 10                   | 20                   | 29                   | -9                   |                      |
| 17                   | Curicó Unido              | 17                   | 17                   | 4                    | 8                    | 5                    | 16                   | 25                   | -9                   |                      |
| 18                   | Deportes Iquique          | 9                    | 17                   | 1                    | 6                    | 10                   | 21                   | 36                   | -15                  |                      |

Pts=Puntos; PJ=Partidos jugados; G=Partidos ganados; E=Partidos empatados; P=Partidos perdidos; GF=Goles a favor; GC=Goles en contra; DIF=Diferencia de gol
|  | Cupo a Play-offs y "Chile 3" para la Copa Libertadores 2010 |
|  | Clasificado a Play-offs                                     |

## Resultados
|  | Audax Italiano            | 2 - 1 | Ñublense             |  | Municipal de La Florida          | Julio Bascuñán     | 10 de julio | 20:00 |  |
|  | Universidad de Concepción | 2 - 4 | Huachipato           |  | Municipal de Concepción          | Claudio Fuenzalida | 11 de julio | 18:00 |  |
|  | O'Higgins                 | 2 - 0 | Cobresal             |  | El Teniente                      | Manuel Acosta      | 11 de julio | 18:00 |  |
|  | Deportes La Serena        | 2 - 0 | Rangers              |  | La Portada                       | Carlos Ulloa       | 11 de julio | 18:30 |  |
|  | Colo-Colo                 | 1 - 1 | Curicó Unido         |  | Monumental                       | Claudio Puga       | 12 de julio | 16:00 |  |
|  | Cobreloa                  | 3 - 0 | Santiago Morning     |  | Municipal de Calama              | Patricio Polic     | 12 de julio | 16:00 |  |
|  | Universidad Católica      | 2 - 0 | Municipal Iquique    |  | Nacional Julio Martínez Prádanos | Pablo Pozo         | 12 de julio | 18:30 |  |
|  | Palestino                 | 0 - 0 | Universidad de Chile |  | Nacional Julio Martínez Prádanos | Eduardo Gamboa     | 22 de julio | 20:00 |  |
|  | Unión Española            | 0 - 1 | Everton              |  | Santa Laura-Universidad SEK      | Jorge Osorio       | 23 de julio | 20:00 |  |

|  | O'Higgins            | 0 - 1 | Palestino                 |  | El Teniente                      | Pablo Pozo      | 17 de julio | 20:00 |  |
|  | Santiago Morning     | 0 - 1 | Audax Italiano            |  | Municipal de La Pintana          | Eduardo Gamboa  | 18 de julio | 15:30 |  |
|  | Huachipato           | 1 - 2 | Unión Española            |  | Municipal de Concepción          | Patricio Polic  | 18 de julio | 18:00 |  |
|  | Colo-Colo            | 2 - 1 | Deportes La Serena        |  | Monumental                       | Carlos Chandía  | 18 de julio | 18:00 |  |
|  | Ñublense             | 1 - 2 | Cobreloa                  |  | Bicentenario Nelson Oyarzún      | Guido Aros      | 19 de julio | 15:30 |  |
|  | Curicó Unido         | 1 - 1 | Municipal Iquique         |  | La Granja                        | Julio Bascuñán  | 19 de julio | 15:30 |  |
|  | Everton              | 0 - 1 | Universidad de Concepción |  | Sausalito                        | René de la Rosa | 19 de julio | 16:00 |  |
|  | Cobresal             | 1 - 1 | Universidad Católica      |  | El Cobre                         | Jorge Osorio    | 19 de julio | 16:00 |  |
|  | Universidad de Chile | 3 - 5 | Rangers                   |  | Nacional Julio Martínez Prádanos | Eduardo Ponce   | 19 de julio | 18:30 |  |

|  | Universidad de Concepción | 1 - 3 | Colo-Colo            |  | Municipal de Concepción     | Pablo Pozo         | 25 de julio | 17:00 |  |
|  | Audax Italiano            | 2 - 2 | Palestino            |  | Municipal de La Florida     | Claudio Fuenzalida | 25 de julio | 19:30 |  |
|  | Santiago Morning          | 3 - 1 | Ñublense             |  | Monumental                  | Manuel Acosta      | 26 de julio | 15:30 |  |
|  | Curicó Unido              | 1 - 0 | Huachipato           |  | La Granja                   | Carlos Ulloa       | 26 de julio | 15:30 |  |
|  | Rangers                   | 2 - 0 | O'Higgins            |  | Fiscal de Talca             | Carlos Chandía     | 26 de julio | 15:30 |  |
|  | Municipal Iquique         | 1 - 2 | Everton              |  | Tierra de Campeones         | Claudio Puga       | 26 de julio | 16:00 |  |
|  | Cobreloa                  | 0 - 3 | Universidad de Chile |  | Municipal de Calama         | Jorge Osorio       | 26 de julio | 16:00 |  |
|  | Unión Española            | 1 - 0 | Cobresal             |  | Santa Laura-Universidad SEK | René de la Rosa    | 26 de julio | 18:30 |  |
|  | Universidad Católica      | 2 - 0 | Deportes La Serena   |  | San Carlos de Apoquindo     | Eduardo Ponce      | 27 de julio | 19:30 |  |

|  | O'Higgins            | 0 - 2 | Universidad de Concepción |  | El Teniente                      | Julio Bascuñán    | 31 de julio | 20:00 |  |
|  | Palestino            | 1 - 1 | Municipal Iquique         |  | Municipal de La Cisterna         | Carlos Chandía    | 1 de agosto | 15:30 |  |
|  | Universidad de Chile | 2 - 1 | Unión Española            |  | Nacional Julio Martínez Prádanos | Pablo Pozo        | 1 de agosto | 18:00 |  |
|  | Huachipato           | 0 - 1 | Santiago Morning          |  | Municipal de Concepción          | Guido Aros        | 1 de agosto | 18:00 |  |
|  | Rangers              | 0 - 2 | Everton                   |  | Fiscal de Talca                  | Álvaro García     | 2 de agosto | 15:30 |  |
|  | Colo-Colo            | 0 - 1 | Audax Italiano            |  | Monumental                       | Patricio Polic    | 2 de agosto | 15:30 |  |
|  | Cobreloa             | 0 - 1 | Cobresal                  |  | Municipal de Calama              | Francisco Caamaño | 2 de agosto | 16:00 |  |
|  | Deportes La Serena   | 2 - 0 | Curicó Unido              |  | La Portada                       | Jorge Osorio      | 2 de agosto | 18:00 |  |
|  | Ñublense             | 0 - 0 | Universidad Católica      |  | Bicentenario Nelson Oyarzún      | Eduardo Gamboa    | 2 de agosto | 18:00 |  |

|  | Universidad de Chile | 1 - 1 | Curicó Unido              |  | Nacional Julio Martínez Prádanos | Claudio Fuenzalida | 7 de agosto | 20:00 |  |
|  | Santiago Morning     | 2 - 1 | Colo-Colo                 |  | Monumental                       | Eduardo Ponce      | 8 de agosto | 15:00 |  |
|  | Palestino            | 2 - 1 | Cobreloa                  |  | Municipal de La Cisterna         | Álvaro García      | 8 de agosto | 15:30 |  |
|  | Universidad Católica | 0 - 0 | O'Higgins                 |  | San Carlos de Apoquindo          | Claudio Puga       | 8 de agosto | 17:30 |  |
|  | Huachipato           | 2 - 0 | Deportes La Serena        |  | Municipal de Concepción          | René de la Rosa    | 8 de agosto | 18:00 |  |
|  | Everton              | 1 - 0 | Ñublense                  |  | Sausalito                        | Francisco Caamaño  | 9 de agosto | 16:00 |  |
|  | Municipal Iquique    | 3 - 4 | Unión Española            |  | Tierra de Campeones              | Carlos Ulloa       | 9 de agosto | 16:00 |  |
|  | Cobresal             | 2 - 0 | Rangers                   |  | El Cobre                         | José Henríquez     | 9 de agosto | 16:00 |  |
|  | Audax Italiano       | 2 - 1 | Universidad de Concepción |  | Municipal de La Florida          | Manuel Acosta      | 9 de agosto | 18:30 |  |

|  | Universidad de Concepción | 2 - 1 | Santiago Morning     |  | Municipal de Concepción     | Carlos Chandía | 15 de agosto    | 18:00 |        |
|  | Municipal Iquique         | 0 - 2 | Universidad de Chile |  | Tierra de Campeones         | Julio Bascuñán | 15 de agosto    | 20:15 | [ 18 ] |
|  | Colo-Colo                 | 3 - 0 | Rangers              |  | Monumental                  | Eduardo Gamboa | 16 de agosto    | 15:30 |        |
|  | Curicó Unido              | 2 - 1 | Palestino            |  | La Granja                   | Enrique Osses  | 16 de agosto    | 15:30 |        |
|  | Cobresal                  | 0 - 0 | Ñublense             |  | El Cobre                    | Eduardo Ponce  | 16 de agosto    | 16:00 |        |
|  | Deportes La Serena        | 4 - 2 | Cobreloa             |  | La Portada                  | Guido Aros     | 16 de agosto    | 16:00 |        |
|  | Universidad Católica      | 3 - 1 | Huachipato           |  | San Carlos de Apoquindo     | Pablo Pozo     | 16 de agosto    | 18:00 |        |
|  | Everton                   | 1 - 1 | O'Higgins            |  | Sausalito                   | Patricio Polic | 6 de septiembre | 16:00 |        |
|  | Unión Española            | 2 - 4 | Audax Italiano       |  | Santa Laura-Universidad SEK | Jorge Osorio   | 6 de septiembre | 17:30 |        |

|  | Audax Italiano       | 1 - 1 | Curicó Unido              |  | Municipal de La Florida          | Álvaro García      | 21 de agosto    | 20:00 |  |
|  | O'Higgins            | 2 - 2 | Colo-Colo                 |  | El Teniente                      | Pablo Pozo         | 22 de agosto    | 15:30 |  |
|  | Palestino            | 3 - 3 | Unión Española            |  | Municipal de La Cisterna         | Claudio Fuenzalida | 22 de agosto    | 15:30 |  |
|  | Huachipato           | 2 - 1 | Cobresal                  |  | Bicentenario Nelson Oyarzún      | Francisco Caamaño  | 22 de agosto    | 18:00 |  |
|  | Ñublense             | 1 - 0 | Deportes La Serena        |  | Bicentenario Nelson Oyarzún      | José Henríquez     | 23 de agosto    | 15:30 |  |
|  | Santiago Morning     | 3 - 2 | Municipal Iquique         |  | Municipal de La Pintana          | Manuel Acosta      | 23 de agosto    | 16:00 |  |
|  | Cobreloa             | 0 - 2 | Universidad Católica      |  | Municipal de Calama              | Carlos Chandía     | 23 de agosto    | 16:00 |  |
|  | Universidad de Chile | 1 - 1 | Everton                   |  | Nacional Julio Martínez Prádanos | Jorge Osorio       | 23 de agosto    | 18:30 |  |
|  | Rangers              | 1 - 1 | Universidad de Concepción |  | Fiscal de Talca                  | Eduardo Ponce      | 6 de septiembre | 15:30 |  |

|  | Everton                   | 0 - 1 | Deportes La Serena |  | Sausalito                        | Julio Bascuñán  | 28 de agosto | 20:00 |  |
|  | Universidad Católica      | 2 - 1 | Colo-Colo          |  | Nacional Julio Martínez Prádanos | Enrique Osses   | 29 de agosto | 16:00 |  |
|  | Universidad de Concepción | 2 - 0 | Palestino          |  | Municipal de Yumbel              | Claudio Puga    | 29 de agosto | 16:00 |  |
|  | Unión Española            | 2 - 0 | Cobreloa           |  | Santa Laura-Universidad SEK      | Patricio Polic  | 29 de agosto | 18:30 |  |
|  | Rangers                   | 0 - 0 | Curicó Unido       |  | Fiscal de Talca                  | Carlos Chandía  | 30 de agosto | 12:00 |  |
|  | Cobresal                  | 3 - 1 | Santiago Morning   |  | El Cobre                         | Carlos Ulloa    | 30 de agosto | 16:00 |  |
|  | Universidad de Chile      | 3 - 2 | Audax Italiano     |  | Nacional Julio Martínez Prádanos | Eduardo Ponce   | 30 de agosto | 16:00 |  |
|  | O'Higgins                 | 2 - 1 | Huachipato         |  | El Teniente                      | René de la Rosa | 30 de agosto | 16:00 |  |
|  | Municipal Iquique         | 1 - 3 | Ñublense           |  | Tierra de Campeones              | Guido Aros      | 30 de agosto | 16:00 |  |

|  | Palestino          | 0 - 1 | Santiago Morning          |  | Municipal de La Cisterna    | Francisco Caamaño  | 12 de septiembre | 15:30 |  |
|  | Ñublense           | 0 - 2 | Universidad de Chile      |  | Bicentenario Nelson Oyarzún | Patricio Polic     | 12 de septiembre | 16:30 |  |
|  | Huachipato         | 0 - 3 | Rangers                   |  | Municipal de Concepción     | Manuel Acosta      | 12 de septiembre | 18:00 |  |
|  | Deportes La Serena | 0 - 1 | Universidad de Concepción |  | La Portada                  | Claudio Fuenzalida | 12 de septiembre | 19:00 |  |
|  | Everton            | 1 - 1 | Universidad Católica      |  | Sausalito                   | Eduardo Gamboa     | 12 de septiembre | 19:00 |  |
|  | Audax Italiano     | 2 - 0 | Municipal Iquique         |  | Municipal de La Florida     | Carlos Ulloa       | 13 de septiembre | 12:00 |  |
|  | Curicó Unido       | 2 - 1 | Cobresal                  |  | La Granja                   | José Henríquez     | 13 de septiembre | 15:30 |  |
|  | Cobreloa           | 5 - 1 | O'Higgins                 |  | Municipal de Calama         | Claudio Puga       | 13 de septiembre | 16:00 |  |
|  | Colo-Colo          | 1 - 1 | Unión Española            |  | Monumental                  | Julio Bascuñán     | 13 de septiembre | 18:30 |  |

|  | O'Higgins                 | 1 - 1 | Universidad de Chile |  | El Teniente                 | Julio Bascuñán | 17 de septiembre | 15:00 |  |
|  | Unión Española            | 1 - 4 | Deportes La Serena   |  | Santa Laura-Universidad SEK | Eduardo Ponce  | 17 de septiembre | 18:00 |  |
|  | Universidad Católica      | 7 - 0 | Curicó Unido         |  | San Carlos de Apoquindo     | Patricio Polic | 18 de septiembre | 18:00 |  |
|  | Huachipato                | 2 - 2 | Audax Italiano       |  | Municipal de Concepción     | Claudio Puga   | 18 de septiembre | 20:30 |  |
|  | Rangers                   | 2 - 0 | Ñublense             |  | Fiscal de Talca             | Enrique Osses  | 19 de septiembre | 15:30 |  |
|  | Universidad de Concepción | 1 - 0 | Cobreloa             |  | Municipal de Yumbel         | Álvaro García  | 19 de septiembre | 15:30 |  |
|  | Santiago Morning          | 2 - 1 | Everton              |  | Monumental                  | Carlos Chandía | 20 de septiembre | 16:00 |  |
|  | Cobresal                  | 0 - 1 | Palestino            |  | El Cobre                    | Jorge Osorio   | 20 de septiembre | 16:00 |  |
|  | Municipal Iquique         | 1 - 1 | Colo-Colo            |  | Tierra de Campeones         | Eduardo Gamboa | 20 de septiembre | 16:00 |  |

|  | Ñublense                  | 1 - 0 | O'Higgins            |  | Bicentenario Nelson Oyarzún | Jorge Osorio       | 22 de septiembre | 20:00 |  |
|  | Palestino                 | 1 - 0 | Deportes La Serena   |  | Municipal de La Cisterna    | Álvaro García      | 23 de septiembre | 15:30 |  |
|  | Universidad de Concepción | 2 - 0 | Municipal Iquique    |  | Municipal de Yumbel         | Carlos Chandía     | 23 de septiembre | 15:30 |  |
|  | Cobreloa                  | 2 - 0 | Huachipato           |  | Municipal de Calama         | Guido Aros         | 23 de septiembre | 16:00 |  |
|  | Audax Italiano            | 0 - 4 | Universidad Católica |  | Municipal de La Florida     | Pablo Pozo         | 23 de septiembre | 20:00 |  |
|  | Everton                   | 3 - 2 | Colo-Colo            |  | Sausalito                   | Eduardo Ponce      | 24 de septiembre | 20:00 |  |
|  | Unión Española            | 3 - 3 | Rangers              |  | Santa Laura-Universidad SEK | Claudio Fuenzalida | 9 de octubre     | 20:00 |  |
|  | Universidad de Chile      | 1 - 1 | Cobresal             |  | Municipal de La Florida     | Claudio Puga       | 11 de octubre    | 12:00 |  |
|  | Curicó Unido              | 1 - 1 | Santiago Morning     |  | La Granja                   | Álvaro García      | 12 de octubre    | 16:00 |  |

|  | Palestino          | 1 - 1 | Universidad Católica      |  | Santa Laura-Universidad SEK | Carlos Chandía    | 26 de septiembre | 15:30 |  |
|  | Santiago Morning   | 3 - 1 | Universidad de Chile      |  | Francisco Sánchez Rumoroso  | Eduardo Gamboa    | 26 de septiembre | 18:00 |  |
|  | O'Higgins          | 2 - 0 | Unión Española            |  | El Teniente                 | René de la Rosa   | 27 de septiembre | 12:00 |  |
|  | Cobresal           | 3 - 0 | Universidad de Concepción |  | El Cobre                    | Francisco Caamaño | 27 de septiembre | 16:00 |  |
|  | Cobreloa           | 0 - 0 | Curicó Unido              |  | Municipal de Calama         | Jorge Osorio      | 27 de septiembre | 16:00 |  |
|  | Rangers            | 5 - 3 | Municipal Iquique         |  | Fiscal de Talca             | Julio Bascuñán    | 27 de septiembre | 16:00 |  |
|  | Huachipato         | 1 - 2 | Everton                   |  | CAP                         | Enrique Osses     | 27 de septiembre | 16:00 |  |
|  | Colo-Colo          | 3 - 1 | Ñublense                  |  | Monumental                  | Álvaro García     | 27 de septiembre | 18:30 |  |
|  | Deportes La Serena | 4 - 2 | Audax Italiano            |  | La Portada                  | Carlos Ulloa      | 27 de septiembre | 18:30 |  |

|  | Universidad Católica      | 5 - 1 | Rangers              |  | San Carlos de Apoquindo     | Enrique Osses  | 2 de octubre | 20:00 |  |
|  | Municipal Iquique         | 2 - 2 | Huachipato           |  | Tierra de Campeones         | Jorge Osorio   | 2 de octubre | 22:00 |  |
|  | Colo-Colo                 | 1 - 0 | Universidad de Chile |  | Monumental                  | Pablo Pozo     | 3 de octubre | 16:00 |  |
|  | Deportes La Serena        | 3 - 2 | Cobresal             |  | La Portada                  | Julio Bascuñán | 3 de octubre | 19:00 |  |
|  | Audax Italiano            | 1 - 1 | O'Higgins            |  | Municipal de La Florida     | Eduardo Gamboa | 3 de octubre | 19:00 |  |
|  | Universidad de Concepción | 3 - 0 | Curicó Unido         |  | Municipal de Yumbel         | Guido Aros     | 4 de octubre | 15:30 |  |
|  | Everton                   | 0 - 3 | Cobreloa             |  | Sausalito                   | Patricio Polic | 4 de octubre | 16:00 |  |
|  | Ñublense                  | 1 - 0 | Palestino            |  | Bicentenario Nelson Oyarzún | Claudio Puga   | 4 de octubre | 16:00 |  |
|  | Unión Española            | 0 - 1 | Santiago Morning     |  | Santa Laura-Universidad SEK | Eduardo Ponce  | 4 de octubre | 18:30 |  |

|  | Santiago Morning     | 1 - 2 | Deportes La Serena        |  | Monumental                  | Claudio Puga       | 16 de octubre | 20:00 |  |
|  | Unión Española       | 4 - 3 | Universidad Católica      |  | Santa Laura-Universidad SEK | Julio Bascuñán     | 17 de octubre | 17:30 |  |
|  | O'Higgins            | 2 - 2 | Municipal Iquique         |  | El Teniente                 | Eduardo Ponce      | 17 de octubre | 20:00 |  |
|  | Cobresal             | 2 - 0 | Everton                   |  | El Cobre                    | Claudio Fuenzalida | 18 de octubre | 16:00 |  |
|  | Rangers              | 1 - 0 | Palestino                 |  | Fiscal de Talca             | Jorge Osorio       | 18 de octubre | 16:00 |  |
|  | Cobreloa             | 0 - 1 | Audax Italiano            |  | Municipal de Calama         | Francisco Caamaño  | 18 de octubre | 16:00 |  |
|  | Curicó Unido         | 3 - 0 | Ñublense                  |  | La Granja                   | Enrique Osses      | 18 de octubre | 16:00 |  |
|  | Huachipato           | 0 - 2 | Colo-Colo                 |  | CAP                         | Eduardo Gamboa     | 18 de octubre | 16:00 |  |
|  | Universidad de Chile | 1 - 1 | Universidad de Concepción |  | Santa Laura-Universidad SEK | Álvaro García      | 18 de octubre | 18:30 |  |

|  | Audax Italiano            | 1 - 0 | Rangers              |  | Municipal de La Florida     | René de la Rosa | 23 de octubre | 20:00 |  |
|  | Palestino                 | 0 - 1 | Everton              |  | Municipal de La Cisterna    | Enrique Osses   | 24 de octubre | 17:00 |  |
|  | Universidad de Concepción | 1 - 2 | Unión Española       |  | Municipal de Yumbel         | Carlos Chandía  | 24 de octubre | 17:00 |  |
|  | Colo-Colo                 | 2 - 1 | Cobreloa             |  | Monumental                  | Claudio Puga    | 24 de octubre | 19:30 |  |
|  | Municipal Iquique         | 1 - 1 | Cobresal             |  | Tierra de Campeones         | Eduardo Gamboa  | 24 de octubre | 22:00 |  |
|  | Deportes La Serena        | 3 - 0 | Universidad de Chile |  | La Portada                  | Eduardo Ponce   | 25 de octubre | 16:00 |  |
|  | Curicó Unido              | 0 - 1 | O'Higgins            |  | La Granja                   | Álvaro García   | 25 de octubre | 17:00 |  |
|  | Ñublense                  | 3 - 0 | Huachipato           |  | Bicentenario Nelson Oyarzún | Jorge Osorio    | 25 de octubre | 17:00 |  |
|  | Universidad Católica      | 3 - 0 | Santiago Morning     |  | San Carlos de Apoquindo     | Patricio Polic  | 25 de octubre | 19:00 |  |

|  | O'Higgins                 | 1 - 3 | Deportes La Serena   |  | El Teniente                 | Claudio Fuenzalida | 30 de octubre  | 20:00 |  |
|  | Cobresal                  | 0 - 2 | Colo-Colo            |  | El Cobre                    | Patricio Polic     | 31 de octubre  | 16:00 |  |
|  | Palestino                 | 1 - 3 | Huachipato           |  | Santa Laura-Universidad SEK | Eduardo Ponce      | 31 de octubre  | 17:00 |  |
|  | Universidad de Chile      | 2 - 3 | Universidad Católica |  | Monumental                  | Carlos Chandía     | 31 de octubre  | 18:30 |  |
|  | Municipal Iquique         | 2 - 1 | Cobreloa             |  | Tierra de Campeones         | Julio Bascuñán     | 31 de octubre  | 22:00 |  |
|  | Rangers                   | 3 - 1 | Santiago Morning     |  | Fiscal de Talca             | Jorge Osorio       | 1 de noviembre | 17:00 |  |
|  | Universidad de Concepción | 1 - 1 | Ñublense             |  | Municipal de Concepción     | Enrique Osses      | 1 de noviembre | 17:00 |  |
|  | Everton                   | 1 - 2 | Audax Italiano       |  | Sausalito                   | Álvaro García      | 1 de noviembre | 18:00 |  |
|  | Unión Española            | 3 - 0 | Curicó Unido         |  | Santa Laura-Universidad SEK | Eduardo Gamboa     | 1 de noviembre | 19:30 |  |

|  | Santiago Morning     | 1 - 1 | O'Higgins                 |  | Monumental                  | René de la Rosa   | 6 de noviembre | 20:00 |  |
|  | Colo-Colo            | 1 - 2 | Palestino                 |  | Monumental                  | Eduardo Gamboa    | 7 de noviembre | 17:00 |  |
|  | Universidad Católica | 4 - 1 | Universidad de Concepción |  | San Carlos de Apoquindo     | Eduardo Ponce     | 7 de noviembre | 19:30 |  |
|  | Cobreloa             | 3 - 0 | Rangers                   |  | Municipal de Calama         | Manuel Acosta     | 8 de noviembre | 15:30 |  |
|  | Curicó Unido         | 2 - 2 | Everton                   |  | La Granja                   | Enrique Osses     | 8 de noviembre | 15:30 |  |
|  | Audax Italiano       | 0 - 0 | Cobresal                  |  | Municipal de La Florida     | Francisco Caamaño | 8 de noviembre | 15:30 |  |
|  | Ñublense             | 1 - 1 | Unión Española            |  | Bicentenario Nelson Oyarzún | Patricio Polic    | 8 de noviembre | 15:30 |  |
|  | Huachipato           | 1 - 0 | Universidad de Chile      |  | CAP                         | Álvaro García     | 8 de noviembre | 15:30 |  |
|  | Deportes La Serena   | 2 - 1 | Municipal Iquique         |  | La Portada                  | Jorge Osorio      | 8 de noviembre | 15:30 |  |

## Play-offs
Al concluir la Fase Clasificatoria, los 8 primeros equipos de la tabla general disputarán el título del Torneo Clausura 2009. Se enfrentarán en partidos de ida y vuelta. Las parejas de cuartos de final serán el 1° contra el 8°, el 2° contra el 7°, el 3° contra el 6° y el 4° contra el 5°. Los cuartos de final se realizaron con normalidad, pero el 25 de noviembre y luego de la apelación que presentó Rangers por el problema con los extranjeros en cancha en el partido frente a Cobreloa, sumado a esto un recurso de protección presentado en la Corte de Apelaciones de Talca por el Síndico de Quiebras del club ya mencionado y que fue declarado admisible por la misma, la ANFP decidió suspender los partidos de semifinales (y por ende, todo el proceso de play-offs) que estaba en un principio programado para los días 28 y 29 de noviembre los partidos de ida y 2 de diciembre los de vuelta; y la final programada para el 5 de diciembre (ida) y 9 de diciembre (vuelta), todo esto con el fin de que la FIFA no haya procedido a desafiliar a la Federación de Fútbol de Chile, lo que la hubiera imposibilitado de participar en el mundial. Sin embargo, un día después, el Síndico de Quiebras del club talquino retiró el recurso de protección el cual imposibilitaba la normal realización de los play-offs. Con esto el campeonato, en su fase definitiva, se reanudó de forma normal.
|  | Cuartos de final      | Cuartos de final      | Cuartos de final      |   |                      | Semifinales                       | Semifinales                       | Semifinales                       |  |  | Final                | Final              | Final              |
|  | 21 al 25 de noviembre | 21 al 25 de noviembre | 21 al 25 de noviembre |   |                      | 28 de noviembre al 2 de diciembre | 28 de noviembre al 2 de diciembre | 28 de noviembre al 2 de diciembre |  |  | 5 y 9 de diciembre   | 5 y 9 de diciembre | 5 y 9 de diciembre |
|  |                       |                       |                       |   |                      |                                   |                                   |                                   |  |  |                      |                    |                    |
|  | Universidad Católica  | 2                     | 0                     |   |                      |                                   |                                   |                                   |  |  |                      |                    |                    |
|  | Everton               | 0                     | 0                     |   |                      |                                   |                                   |                                   |  |  |                      |                    |                    |
|  | Everton               | 0                     | 0                     |   | Universidad Católica | 3                                 | 5                                 |                                   |  |  |                      |                    |                    |
|  |                       |                       |                       |   | Universidad Católica | 3                                 | 5                                 |                                   |  |  |                      |                    |                    |
|  |                       | Santiago Morning      | 0                     | 3 |                      |                                   |                                   |                                   |  |  |                      |                    |                    |
|  | Audax Italiano        | Santiago Morning      | 0                     | 3 | 2                    | 2                                 |                                   |                                   |  |  |                      |                    |                    |
|  | Audax Italiano        |                       |                       |   | 2                    | 2                                 |                                   |                                   |  |  |                      |                    |                    |
|  | Santiago Morning      | 4                     | 1                     |   |                      |                                   |                                   |                                   |  |  |                      |                    |                    |
|  |                       |                       |                       |   |                      |                                   |                                   |                                   |  |  | Universidad Católica | 2                  | 2                  |
|  |                       |                       | Colo-Colo             | 2 | 4                    |                                   |                                   |                                   |  |  |                      |                    |                    |
|  | Deportes La Serena    | 1                     | 2                     |   |                      |                                   |                                   |                                   |  |  |                      |                    |                    |
|  | Unión Española        | 1                     | 1                     |   |                      |                                   |                                   |                                   |  |  |                      |                    |                    |
|  | Unión Española        | 1                     | 1                     |   | Deportes La Serena   | 0                                 | 0                                 |                                   |  |  |                      |                    |                    |
|  |                       |                       |                       |   | Deportes La Serena   | 0                                 | 0                                 |                                   |  |  |                      |                    |                    |
|  |                       | Colo-Colo             | 1                     | 3 |                      |                                   |                                   |                                   |  |  |                      |                    |                    |
|  | Colo-Colo             | Colo-Colo             | 1                     | 3 | 2                    | 4                                 |                                   |                                   |  |  |                      |                    |                    |
|  | Colo-Colo             |                       |                       |   | 2                    | 4                                 |                                   |                                   |  |  |                      |                    |                    |
|  | Univ. de Concepción   | 1                     | 3                     |   |                      |                                   |                                   |                                   |  |  |                      |                    |                    |

- Nota: En cada llave, el equipo que ocupa la primera línea es el que definió la serie como local.

### Cuartos de final
|  | Unión Española            | 1 - 1 | Deportes La Serena   |  | Santa Laura-Universidad SEK | Enrique Osses  | 21 de noviembre | 18:30 |  |
|  | Everton                   | 0 - 2 | Universidad Católica |  | Sausalito                   | Pablo Pozo     | 21 de noviembre | 21:00 |  |
|  | Universidad de Concepción | 1 - 2 | Colo-Colo            |  | CAP                         | Julio Bascuñán | 22 de noviembre | 17:00 |  |
|  | Santiago Morning          | 4 - 2 | Audax Italiano       |  | Monumental                  | Guido Aros     | 22 de noviembre | 19:30 |  |

|  | Deportes La Serena   | 2 - 1 | Unión Española            |  | La Portada              | Eduardo Ponce  | 24 de noviembre | 19:30 |  |
|  | Universidad Católica | 0 - 0 | Everton                   |  | San Carlos de Apoquindo | Carlos Chandía | 24 de noviembre | 22:00 |  |
|  | Audax Italiano       | 2 - 1 | Santiago Morning          |  | Municipal de La Florida | Eduardo Gamboa | 25 de noviembre | 19:00 |  |
|  | Colo-Colo            | 4 - 3 | Universidad de Concepción |  | Monumental              | Jorge Osorio   | 25 de noviembre | 21:15 |  |

### Semifinales
|  | Santiago Morning | 0 - 3 | Universidad Católica |  | Monumental | Enrique Osses  | 28 de noviembre | 19:30 |  |
|  | Colo-Colo        | 1 - 0 | Deportes La Serena   |  | Monumental | Carlos Chandía | 29 de noviembre | 19:30 |  |

|  | Universidad Católica | 5 - 3 | Santiago Morning |  | San Carlos de Apoquindo | Jorge Osorio | 2 de diciembre | 19:30 |  |
|  | Deportes La Serena   | 0 - 3 | Colo-Colo        |  | La Portada              | Pablo Pozo   | 2 de diciembre | 21:45 |  |

### Final
|  | Colo-Colo | 2 - 2 | Universidad Católica |  | Monumental | Carlos Chandía | 5 de diciembre | 19:00 |  |

|  | Universidad Católica | 2 - 4 | Colo-Colo |  | Santa Laura-Universidad SEK | Pablo Pozo | 9 de diciembre | 18:00 |  |

## Campeón
|                               |
| Campeón Colo-Colo 29.º título |
|                               |

## Tabla de Descenso y Liguilla de Promoción
Finalizado el Torneo de Clausura, los clubes que ocuparon la 17.ª y 18.ª posición de la Tabla Anual, que suma los puntos obtenidos en las fases regulares del Apertura y el Clausura, descendieron automáticamente a Primera B. Mientras que los cuadros que finalicen 15.º y 16.º en dicha tabla, disputaron la Liguilla de Promoción contra dos elencos provenientes de la división inferior.
Fecha de actualización: 27 de noviembre
| Tabla de Descenso y Liguilla de Promoción 2009 | Tabla de Descenso y Liguilla de Promoción 2009 | Tabla de Descenso y Liguilla de Promoción 2009 | Tabla de Descenso y Liguilla de Promoción 2009 | Tabla de Descenso y Liguilla de Promoción 2009 | Tabla de Descenso y Liguilla de Promoción 2009 | Tabla de Descenso y Liguilla de Promoción 2009 | Tabla de Descenso y Liguilla de Promoción 2009 | Tabla de Descenso y Liguilla de Promoción 2009 | Tabla de Descenso y Liguilla de Promoción 2009 | Tabla de Descenso y Liguilla de Promoción 2009 |
| Equipo                                         | Equipo                                         | Pts                                            | PJ                                             | G                                              | E                                              | P                                              | GF                                             | GC                                             | DIF                                            |                                                |
| ---------------------------------------------- | ---------------------------------------------- | ---------------------------------------------- | ---------------------------------------------- | ---------------------------------------------- | ---------------------------------------------- | ---------------------------------------------- | ---------------------------------------------- | ---------------------------------------------- | ---------------------------------------------- | ---------------------------------------------- |
| 15                                             | Palestino                                      | 38                                             | 34                                             | 10                                             | 8                                              | 16                                             | 46                                             | 55                                             | -9                                             |                                                |
| 16                                             | Curicó Unido                                   | 36                                             | 34                                             | 10                                             | 7                                              | 17                                             | 34                                             | 57                                             | -23                                            |                                                |
| 17                                             | Rangers                                        | 35                                             | 34                                             | 9                                              | 12                                             | 13                                             | 39                                             | 53                                             | -14                                            |                                                |
| 18                                             | Deportes Iquique                               | 35                                             | 34                                             | 8                                              | 11                                             | 15                                             | 48                                             | 59                                             | -11                                            |                                                |

|  | Pasa a Liguilla de Promoción           |
|  | Desciende a Primera B del Bicentenario |

## Liguilla de promoción
La disputan los equipos que ocupen el 15° lugar (Palestino) y 16° lugar (Curicó Unido) de la Tabla General de Primera División, contra el perdedor de la final por el vicecampeonato (San Luis de Quillota) y el 4° lugar de la Tabla General de Primera B (San Marcos de Arica). Los ganadores jugarán en Primera División durante la Temporada 2010.
|  | San Luis   | 1 - 2 | Curicó Unido |  | Ángel Navarrete Candia | Manuel Acosta  | 2 de diciembre | 19:00 |  |
|  | San Marcos | 0 - 2 | Palestino    |  | Carlos Dittborn        | Patricio Polic | 2 de diciembre | 22:00 |  |

|  | Curicó Unido | 0 - 3       | San Luis   |  | Jorge Silva Valenzuela | Enrique Osses | 6 de diciembre | 17:00 |  |
|  | Palestino    | 0(4) - (2)2 | San Marcos |  | Monumental             | Claudio Puga  | 6 de diciembre | 19:30 |  |

## Tabla general Temporada 2009

### Clasificación a la Copa Libertadores 2010
Los equipos que fueron a la Copa Libertadores 2010 serán:
- Chile 1: Universidad de Chile, campeón del Torneo de Apertura 2009 y va al grupo 8 de la copa.
- Chile 2: Colo-Colo, campeón del Torneo de Clausura 2009 y va al grupo 7 de la copa.
- Chile 3: Universidad Católica, equipo con el mejor puntaje en la tabla general de la Fase Clasificatoria del Torneo de Clausura y jugará con Colón en primera fase de la Copa Libertadores.

## Estadísticas

### Goleadores
Fecha de actualización: 9 de diciembre
| Jugador              | Jugador           | Goles | Equipo                    |
| -------------------- | ----------------- | ----- | ------------------------- |
| Bandera de Argentina | Diego Rivarola    | 13    | Santiago Morning          |
| Bandera de Chile     | Rodrigo Toloza    | 12    | Universidad Católica      |
| Bandera de Argentina | Ezequiel Miralles | 11    | Colo-Colo                 |
| Bandera de Chile     | Cristián Canío    | 10    | Audax Italiano            |
| Bandera de Argentina | Damián Díaz       | 10    | Universidad Católica      |
| Bandera de Argentina | Javier Elizondo   | 10    | Deportes La Serena        |
| Bandera de Chile     | Gabriel Vargas    | 10    | Universidad de Concepción |
| Bandera de Chile     | Roberto Gutiérrez | 10    | Universidad Católica      |
| Bandera de Chile     | Esteban Paredes   | 9     | Colo-Colo                 |

### Tripletas, pókers o manos
Aquí se encuentra la lista de tripletas o hat-tricks, póker de goles y manos (en general, tres o más goles anotados por un jugador en un mismo encuentro) convertidos durante el torneo:
| # | Fecha      | Jugador           | Goles | Local                     | Resultado | Visitante                 | Jornada                   |
| - | ---------- | ----------------- | ----- | ------------------------- | --------- | ------------------------- | ------------------------- |
| 1 | 19/07/2009 | Enzo Gutiérrez    |       | Universidad de Chile      | 3 - 5     | Rangers                   | 2                         |
| 2 | 25/07/2009 | Esteban Paredes   |       | Universidad de Concepción | 1 - 3     | Colo-Colo                 | 3                         |
| 3 | 16/08/2009 | Mauricio Salazar  |       | Deportes La Serena        | 4 - 2     | Cobreloa                  | 6                         |
| 4 | 06/09/2009 | Cristián Canío    |       | Unión Española            | 2 - 4     | Audax Italiano            | 6                         |
| 5 | 18/09/2009 | Damián Díaz       |       | Universidad Católica      | 7 - 0     | Curicó Unido              | 10                        |
| 6 | 27/09/2009 | Javier Elizondo   |       | Deportes La Serena        | 4 - 2     | Audax Italiano            | 12                        |
| 7 | 27/09/2009 | Ezequiel Miralles |       | Colo-Colo                 | 3 - 1     | Ñublense                  | 12                        |
| 8 | 07/11/2009 | Juan José Morales |       | Universidad Católica      | 4 - 1     | Universidad de Concepción | 17                        |
| 9 | 25/11/2009 | Gabriel Vargas    |       | Colo-Colo                 | 4 - 3     | Universidad de Concepción | Cuartos de final (Vuelta) |

### Equipo IdealEl Gráfico
El Equipo Ideal es un premio que se le entrega a los mejores jugadores del torneo y es organizado por el diario Chileno El Gráfico
| Posición  | Jugador             | Equipo               |
| --------- | ------------------- | -------------------- |
| Arquero   | Miguel Pinto        | Universidad de Chile |
| Defensa   | Rodrigo Valenzuela  | Universidad Católica |
| Defensa   | Marcos González     | Universidad Católica |
| Defensa   | Sebastián Toro      | Colo-Colo            |
| Defensa   | Rodolfo Madrid      | Unión Española       |
| Volante   | Rodrigo Meléndez    | Colo-Colo            |
| Volante   | Felipe Seymour      | Universidad de Chile |
| Volante   | Damián Díaz         | Universidad Católica |
| Volante   | Rodrigo Millar      | Colo-Colo            |
| Delantero | Esteban Paredes     | Colo-Colo            |
| Delantero | Juan Manuel Olivera | Universidad de Chile |

En cursiva el mejor jugador del torneo

### Autogoles
| Autogoles         | Autogoles                 | Autogoles                 | Autogoles | Autogoles            |
| Jugador           | Equipo                    | Favorecido                | Goles     | Fecha                |
| ----------------- | ------------------------- | ------------------------- | --------- | -------------------- |
| Marco Villaseca   | Rangers                   | Deportes La Serena        | 1         | 1                    |
| Sebastián Morquio | Curicó Unido              | Colo-Colo                 | 1         | 1                    |
| Fernando Saavedra | Everton                   | Universidad de Concepción | 1         | 2                    |
| Rodrigo Riquelme  | Palestino                 | Audax Italiano            | 1         | 3                    |
| Rubén Taucare     | Municipal Iquique         | Colo-Colo                 | 1         | 10                   |
| José Manuel Rey   | Colo-Colo                 | Everton                   | 1         | 11                   |
| Carlos Tordoya    | Cobreloa                  | Colo-Colo                 | 1         | 15                   |
| Cristián Camilo   | Municipal Iquique         | Cobreloa                  | 1         | 16                   |
| Ezequiel Brítez   | Rangers                   | Cobreloa                  | 1         | 17                   |
| Pedro Rivera      | Santiago Morning          | Audax Italiano            | 1         | Cuartos de final (I) |
| Fernando Giménez  | Universidad de Concepción | Colo-Colo                 | 1         | Cuartos de final (V) |
| Mauricio Zenteno  | Universidad Católica      | Colo-Colo                 | 1         | Final (I)            |

## Asistencia en los estadios
Fecha de actualización: 9 de diciembre de 2009

### 20 partidos con mejor asistencia
| Jornada                   | Estadio                          | Ciudad/Comuna            | Local                     | Visita                    | Público |
| ------------------------- | -------------------------------- | ------------------------ | ------------------------- | ------------------------- | ------- |
| Final (Ida)               | Monumental                       | Macul (Santiago)         | Colo-Colo                 | Universidad Católica      | 40.535  |
| 4                         | Monumental                       | Macul (Santiago)         | Colo-Colo                 | Audax Italiano            | 35.000  |
| 13                        | Monumental                       | Macul (Santiago)         | Colo-Colo                 | Universidad de Chile      | 35.000  |
| Semifinal (Ida)           | Monumental                       | Macul (Santiago)         | Colo-Colo                 | Deportes La Serena        | 27.430  |
| 16                        | Monumental                       | Macul (Santiago)         | Universidad de Chile      | Universidad Católica      | 25.000  |
| 8                         | Nacional Julio Martínez Prádanos | Ñuñoa (Santiago)         | Universidad Católica      | Colo-Colo                 | 23.479  |
| 3                         | Municipal                        | Concepción               | Universidad de Concepción | Colo-Colo                 | 22.900  |
| 1                         | Monumental                       | Macul (Santiago)         | Colo-Colo                 | Curicó Unido              | 21.720  |
| 2                         | Monumental                       | Macul (Santiago)         | Colo-Colo                 | Deportes La Serena        | 17.365  |
| Cuartos de final (vuelta) | Monumental                       | Macul (Santiago)         | Colo-Colo                 | Universidad de Concepción | 17.184  |
| Final (vuelta)            | Santa Laura-Universidad SEK      | Independencia (Santiago) | Universidad Católica      | Colo-Colo                 | 16.238  |
| 8                         | Nacional Julio Martínez Prádanos | Ñuñoa (Santiago)         | Universidad de Chile      | Audax Italiano            | 15.917  |
| 4                         | Nacional Julio Martínez Prádanos | Ñuñoa (Santiago)         | Universidad de Chile      | Unión Española            | 15.000  |
| 7                         | El Teniente                      | Rancagua                 | O'Higgins                 | Colo-Colo                 | 14.159  |
| 6                         | Monumental                       | Macul (Santiago)         | Colo-Colo                 | Rangers                   | 13.932  |
| 11                        | Sausalito                        | Viña del Mar             | Everton                   | Colo-Colo                 | 13.906  |
| 9                         | Monumental                       | Macul (Santiago)         | Colo-Colo                 | Unión Española            | 13.848  |
| 7                         | Nacional Julio Martínez Prádanos | Ñuñoa (Santiago)         | Universidad de Chile      | Everton                   | 12.533  |
| Cuartos de final (vuelta) | San Carlos de Apoquindo          | Las Condes (Santiago)    | Universidad Católica      | Everton                   | 11.950  |
| 2                         | Nacional Julio Martínez Prádanos | Ñuñoa (Santiago)         | Universidad de Chile      | Rangers                   | 11.558  |

## Curiosidades
- En total se anotaron 457 goles durante todo el campeonato, de los cuales 406 fueron convertidos en la fase regular y 51 en la etapa de playoffs.
- El equipo más goleador fue Universidad Católica con 57 anotaciones, mientras que la valla más batida fue la de Santiago Morning con 37 goles en contra.
- Durante el torneo se mostraron 805 tarjetas amarillas y 79 rojas. Colo-Colo fue el que recibió más amarillas (58) y Rangers más rojas (9).
- Rodrigo Meléndez de Colo-Colo fue el jugador que más recibió tarjetas amarillas (10).[22]
- Rubén Taucare de Municipal Iquique fue el jugador que más recibió tarjetas rojas (3).[23]
- Rodolfo Martín Ferrando de Santiago Morning fue el arquero más batido del campeonato (32 goles en contra en 19 partidos).[24]
- La mayor goleada del torneo fue la que le propinó Universidad Católica a Curicó Unido en la fecha 10 (7-0).[25]
- Los partidos con más goles fueron: Universidad Católica 5-3 Santiago Morning, Rangers 5-3 Municipal Iquique y Universidad de Chile 3-5 Rangers.[26]